# Dar el Bacha
Dar el Bacha, plus rarement appelé Dar el Glaoui, est un palais situé dans la médina de Marrakech, au Maroc. Il a appartenu à Thami El Glaoui, puissant pacha de Marrakech pendant le protectorat.

## Histoire
Bâti en 1910, Dar el Bacha, qui signifie « maison du pacha », était la résidence de Thami El Glaoui, qui reçut le titre de pacha (terme désignant dans le Maroc précolonial et colonial une sorte de gouverneur) de Marrakech par le sultan Moulay Youssef en 1912. Pendant des années, il a été la figure politique la plus puissante du sud marocain sous la domination française. Il a conçu son palais comme une demeure somptueuse désigner à impressionner ses invités et à témoigner de l'étendue de son pouvoir. Parmi les invités illustres qui ont visité Dar el Bacha figurent Colette, Maurice Ravel, Charlie Chaplin, Joséphine Baker, Winston Churchill, entre autres.
Une petite portion du palais a été rénovée par la Fondation nationale des musées (FNM) du Maroc et transformée en musée, musée connu sous le nom de Dar El Bacha - Musée des Confluences. Il a été inauguré par le roi Mohammed VI le 9 juillet 2017.

## Description

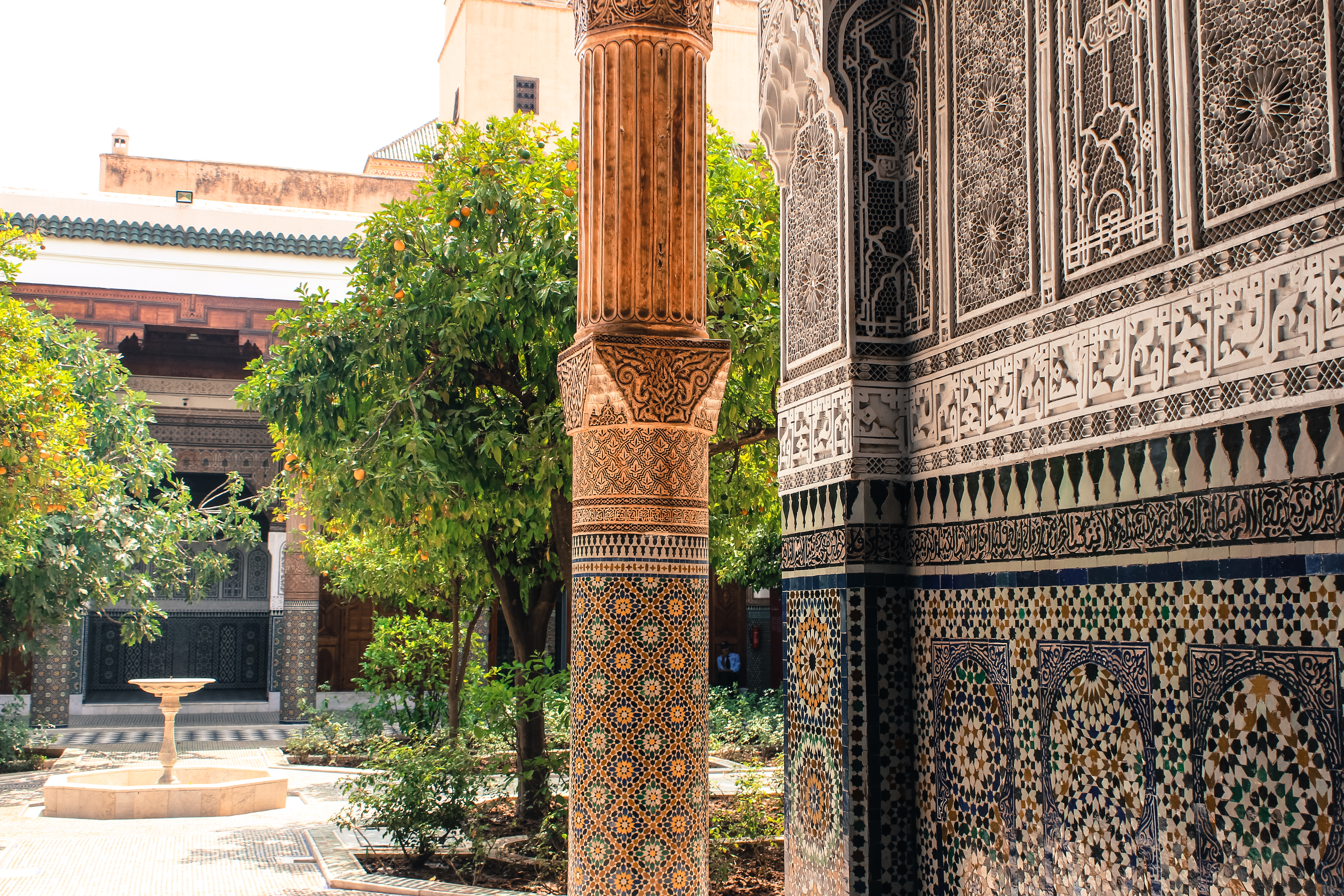
Ornements traditionnels du palais.

Dar el Bacha représente un bel exemple de l'architecture marocaine traditionnelle, avec ses fontaines et ses orangers dans la cour centrale, ses salons traditionnels disposés tout autour et son hammam. En plus des caractéristiques marocaines traditionnelles, le palais comporte également des influences de l'architecture européenne et a été l'un des premiers palais de Marrakech à afficher une décoration ostentatoire à l'extérieur. Quantité d'éléments de la décoration intérieure d'origine ont été conservés et restaurés, notamment les portes en bois de cèdre sculpté et peint, les sols en marbre à carreaux noir et blanc, les plafonds recouverts de zelliges colorés et les colonnes peintes avec des pigments naturels tels que l'indigo, le safran et le coquelicot.
Le musée organise également des expositions temporaires mettant en évidence différentes facettes de la culture marocaine.

## Café
Une des cours intérieures de la portion du palais occupée par le musée est occupée par le Bacha Coffee Room & Boutique, dont la décoration mêlant décoration art nouveau et marocaine est conçue comme un hommage à l'art de vivre raffiné qui existait jadis dans le palais.